# Pedraplén

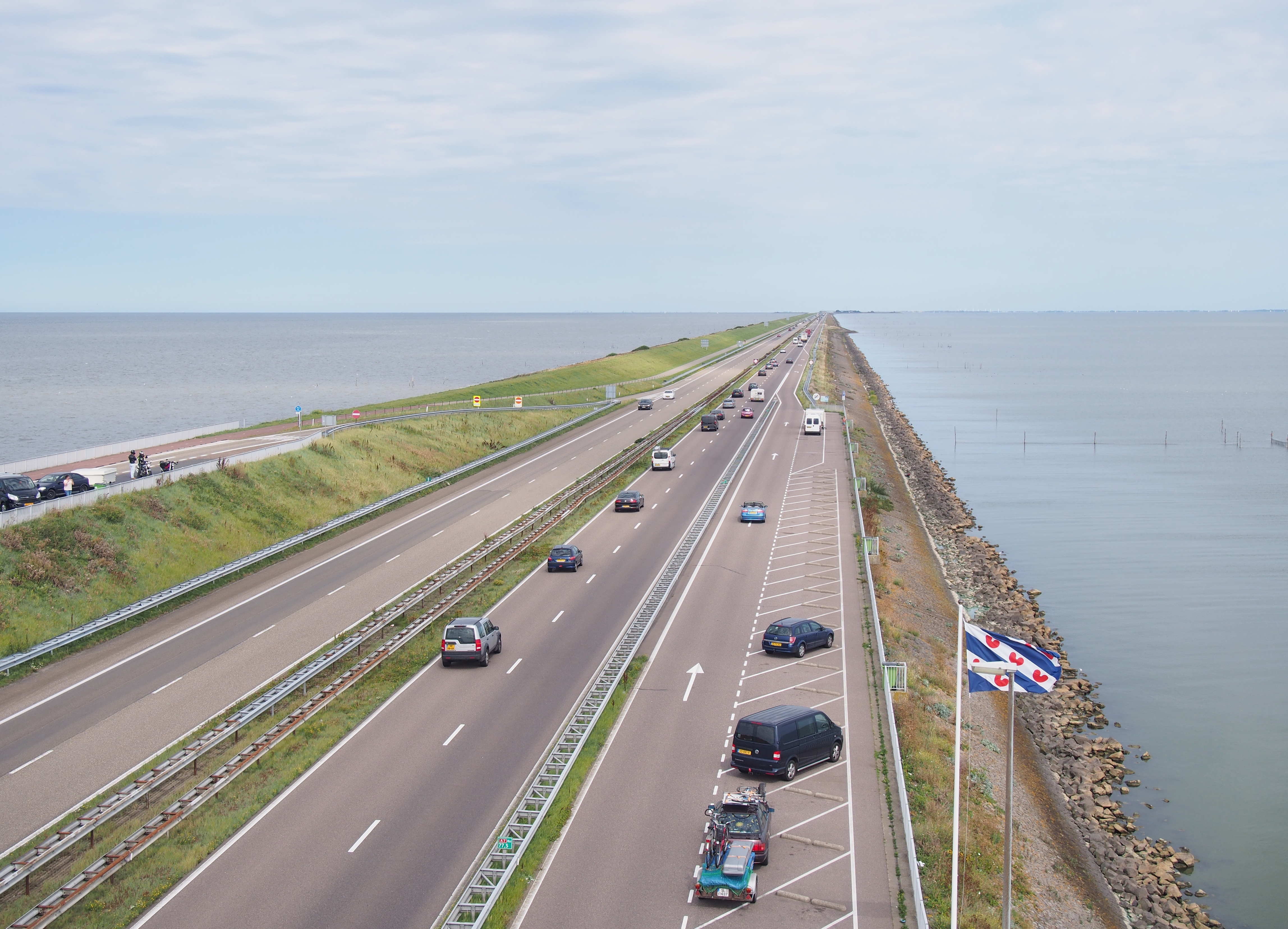
Vista de la presa Afsluitdijk en dirección a la Provincia de Frisia, Países Bajos (norte).

El pedraplén  es un elemento constructivo que consiste en la extensión y compactación de materiales  pétreos procedentes de excavaciones de roca. Se usa para la construcción de rellenos, bien de gran altura o que sean inundables. El pedraplén suele estar formado por fragmentos de roca de gran tamaño que oscilan entre los 100 mm y los 900 mm.
Son mucho más resistentes a la erosión y a la inundación de larga duración que los terraplenes (rellenos realizados con tierra) y pueden tener taludes más verticales al ser mayor el ángulo de rozamiento interno, lo que les hace ocupar una superficie menor y utilizar también una menor cantidad de material, siendo el espesor de la tongada (cada capa o manto que le va dando altura) menor igualmente.

## Partes de un pedraplén
Un pedraplén consta de las siguientes partes:
Transición
Es la parte superior del pedraplén, suele tener un metro de espesor.
Núcleo
La parte que va desde el cimiento a la transición en la zona central del relleno.
Cimiento
Es la parte que está en contacto con el terreno y en la que se apoya el resto de la construcción. Suele tener un espesor mínimo de 1 metro.
Espaldón
Es la parte exterior del relleno pudiendo formar parte de los taludes del mismo.
Luego puede haber zonas que requieran un tratamiento diferenciado por alguna circunstancia concreta.

## Materiales
Se suelen usar fragmento de rocas procedentes de alguna excavación cercana o del mismo proyecto. El tipo de roca adecuado suele ser: granitos, granodioritas y sienitas; Aplitas, pórfidos, porfiritas; Gabros; Diabasas, ofitas y lamprófidos; Riolitas y dacitas; Andesitas, basaltos y limburgitas; Cuarcitas y mármoles; Calizas y dolomías. Areniscas, conglomerados y brechas. Las rocas porosas o solubles no se pueden utilizar. Algunos tipos de roca precisan de estudio concreto.
Las formas de las rocas que se  utilicen deben ser adecuadas. El contenido de rocas con forma inadecuada no puede sobrepasar, salvo que se diga lo contrario, el 30% del relleno.

## Ejecución
Para la ejecución de un pedraplén se parte de la adecuación del área donde se va a asentar. Para ello se limpia el terreno y se retira todo el material no adecuado existente como la tierra vegetal. En caso de que no se pueda retirar todo el material inadecuado, hay que asegurar su consolidación.
Seguidamente se van realizando las diferentes capas o tongadas, que irán dando altura al relleno. Estas capas serán de espesor uniforme y paralelas entre sí y a la superficie explanada. El espesor de la tongada dependerá del material utilizado en la misma, para pequeños fragmentos se usarán espesores de unos 50 cm mientras que para fragmentos grandes se usarán espesores de 1 metro o más.
Después de la extensión de la tongada se realiza su compactación. Para ello se utilizará la maquinaria necesaria dependiendo de las características del material utilizado. Se suelen utilizar rodillos vibratorios de 10 a 15 toneladas de peso realizando al menos 6 pasadas. Si el material es grueso se suelen usar tractores pesados, con un mínimo de cuatro pasadas. Si hay más de un 15% de material  fino plástico se usan rodillos neumáticos muy pesados, de 50 toneladas o aún más.
Se debe controlar la granulometría del material realizándose  al menos 10 ensayos de cada tipo. También se comprobaran las deformaciones surgidas en el mismo después de cada pasada del equipo de compactación.
Se recomienda realizar un humedecimiento intenso de las piedra ya que se produce en ese momento un aumento drástico y muy rápido en la deformación. De esta manera, la práctica del humedecimiento conduciría a producir la deformación del pedraplén durante la construcción, evitando que se presentase posteriormente.